# Angelo Scalzone
 (mars 2020).
Angelo Scalzone dit don Peppino (né le 2 janvier 1931 à Casal di Principe – mort le 29 avril 1987 à Villejuif) est un tireur sportif italien.
Il remporte la médaille d'or en fosse olympique aux Jeux olympiques de Munich en 1972, en battant le Français Michel Carrega et son compatriote Silvano Basagni. Il meurt d'une tumeur au foie.

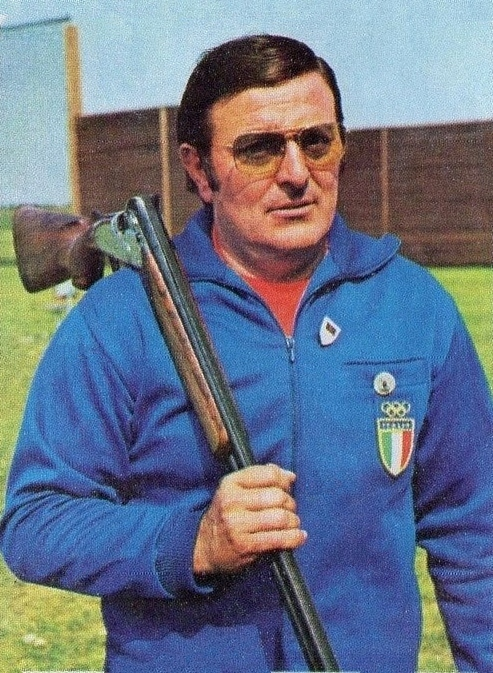
Angelo Scalzone en 1973.